# Max-Morlock-Stadion
Le Max-Morlockstadion est un stade allemand mixte (football et athlétisme) situé à Nuremberg sur le site du Reichsparteitagsgelände. C'est l'une des douze enceintes de la Coupe du monde de football de 2006.
L'enceinte a porté différentes appellations, dont certaines commerciales. C'est à partir du 1er juillet 2017 qu'elle devient le stade Max Morlock du nom d'un ancien attaquant (aussi appelé Maximillian ou Maxl) du 1. FC Nuremberg, Champion du Monde 1954.
Inauguré en 1928, ce stade peut désormais accueillir 44 308 spectateurs tous assis pour les matchs internationaux, mais lors des rencontres nationales (championnat) la capacité totale est de 50 000 places dont 36 771 assises et 13 229 debout.

## Histoire
Construit entre 1926 et 1928 d'après les plans de l'architecte Otto Ernst Schweizer avec une capacité de 37 000 spectateurs, il reçut un prix en 1928 dans le cadre des Jeux olympiques d'été de 1928 à Amsterdam pour la qualité de son architecture. Il fut utilisé à partir de 1933 par les nazis pour faire défiler les jeunesses hitlériennes.
À partir de 1945, le stade est utilisé par les soldats américains comme terrain de sport, et des travaux portent dans les années soixante sa capacité à 56 500 spectateurs. L'équipe de football de Nuremberg, le 1. FC Nuremberg, y joue de nouveau à partir de 1963.
Après de nouveaux travaux à partir de 1987, il reçoit en 1991 son nom actuel. Il est modernisé en 2003 pour 56 millions d'euros en vue de la Coupe du monde de football de 2006, où quatre matchs de poule et un huitième de finale s'y sont déroulés entre les 11 et 25 juin. Le 14 mars 2006, le stade a été rebaptisé EasyCredit-Stadion pour une période de cinq ans, à la suite d'un contrat de naming avec la banque allemande TeamBank AG
Depuis mai 2006, il est équipé en toiture de 1 000 m2 de panneaux solaires d'une puissance de 140 kW.

## Événements
- Finale de la Coupe d'Europe des vainqueurs de coupe de football 1966-1967, 31 mai 1967
- Football aux Jeux olympiques d'été de 1972
- Coupe des confédérations 2005
- Coupe du monde de football de 2006
- Deutsche Leichtathletik-Meisterschaften 2008

### Coupe du monde de football de 2006
Les matchs suivants ont eu lieu dans le Stadion Nürnberg lors de la Coupe du monde de football de 2006 :
| Dimanche 11 juin 2006 à 18h, Groupe D           |   |                   |           |
| Mexique                                         | - | Iran              | 3:1 (1:1) |
| Jeudi 15 juin 2006 à 18h, Groupe B              |   |                   |           |
| Angleterre                                      | - | Trinité-et-Tobago | 2:0 (0:0) |
| Dimanche 18 juin 2006 à 15h, Groupe F           |   |                   |           |
| Japon                                           | - | Croatie           | 0:0       |
| Jeudi 22 juin 2006 à 16h, Groupe E              |   |                   |           |
| Ghana                                           | - | États-Unis        | 2:1 (2:1) |
| Dimanche 25 juin 2006 à 21h, Huitième de finale |   |                   |           |
| Portugal                                        | - | Pays-Bas          | 1:0 (1:0) |

## Galerie

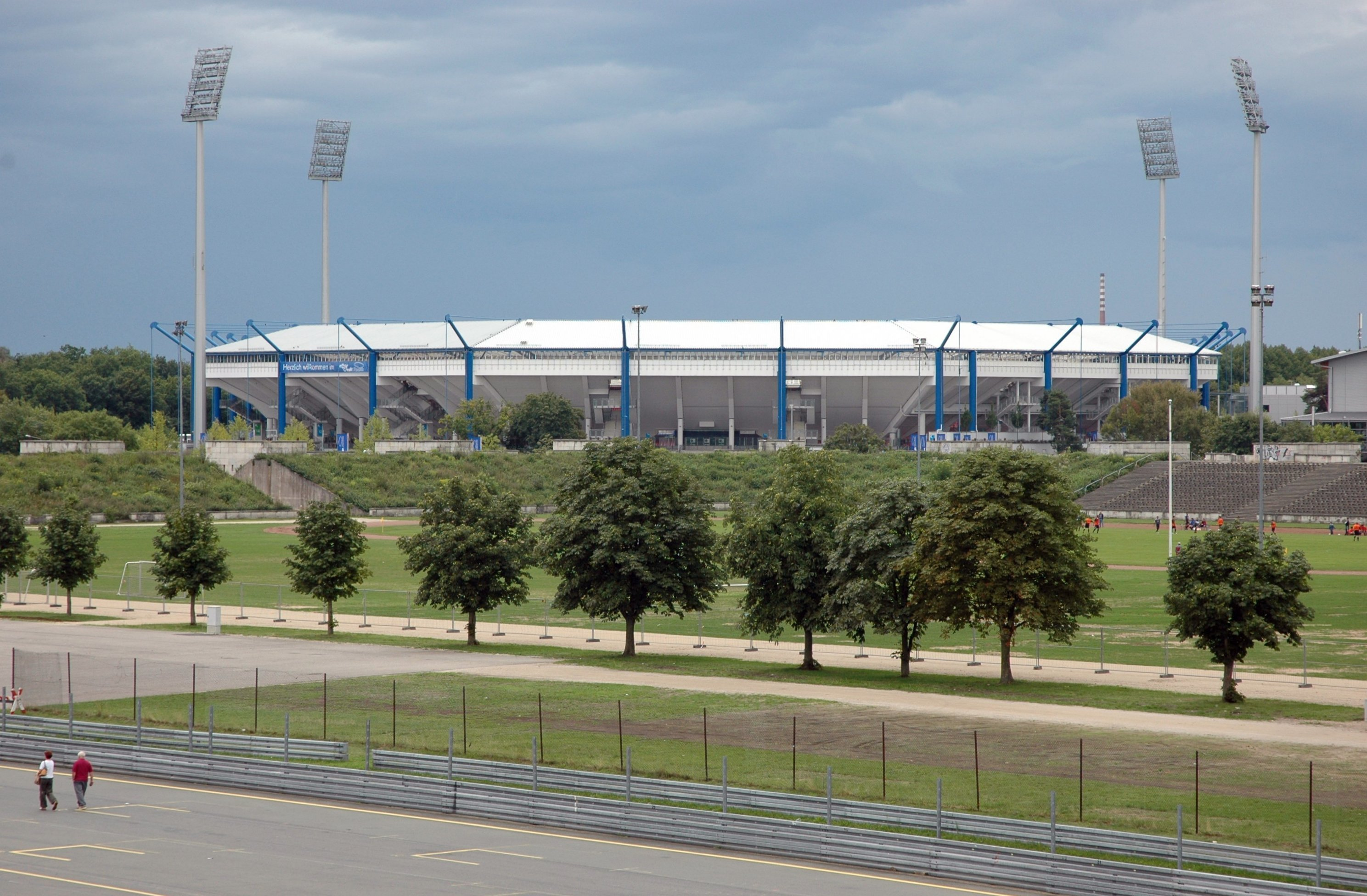
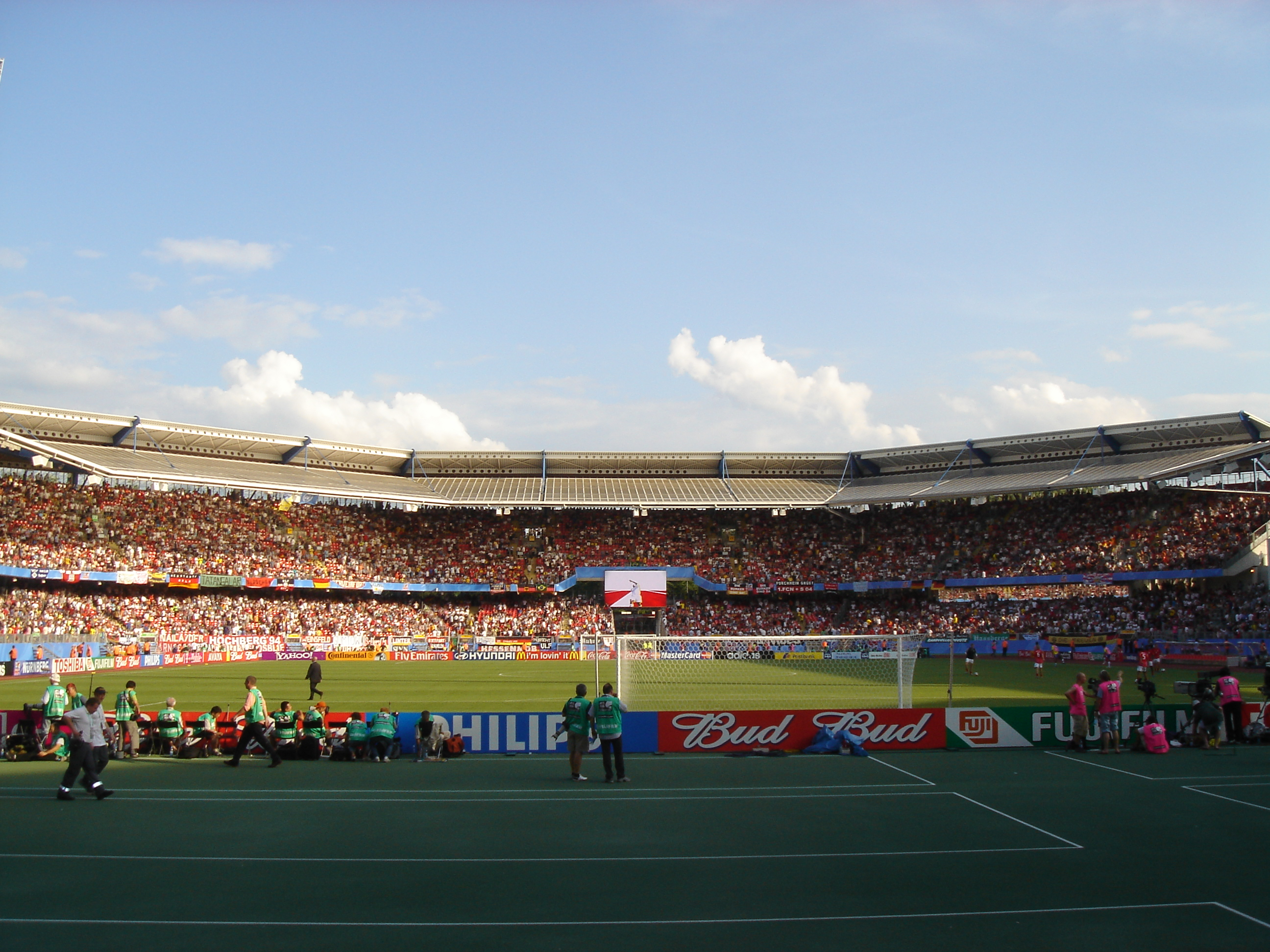
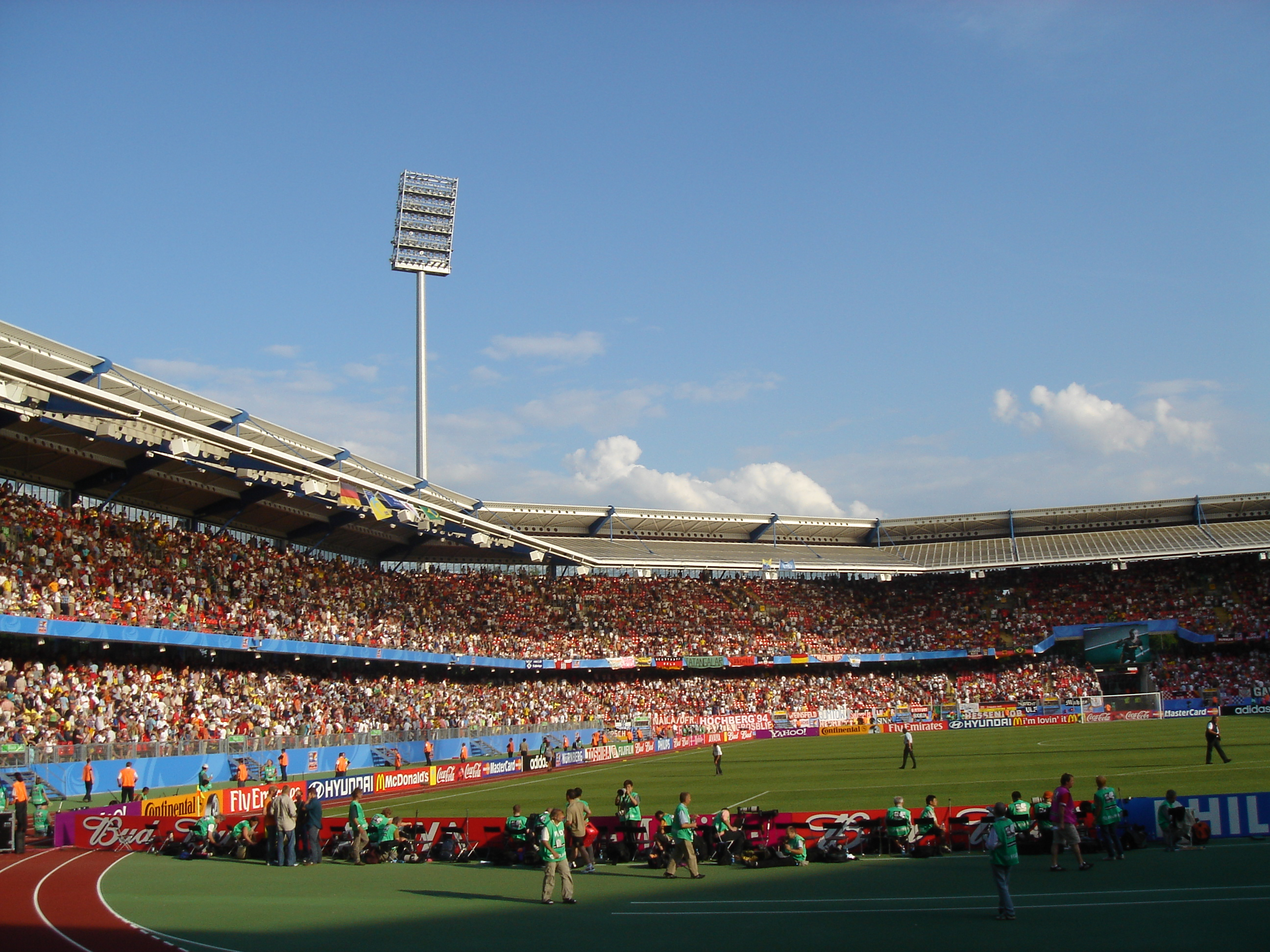
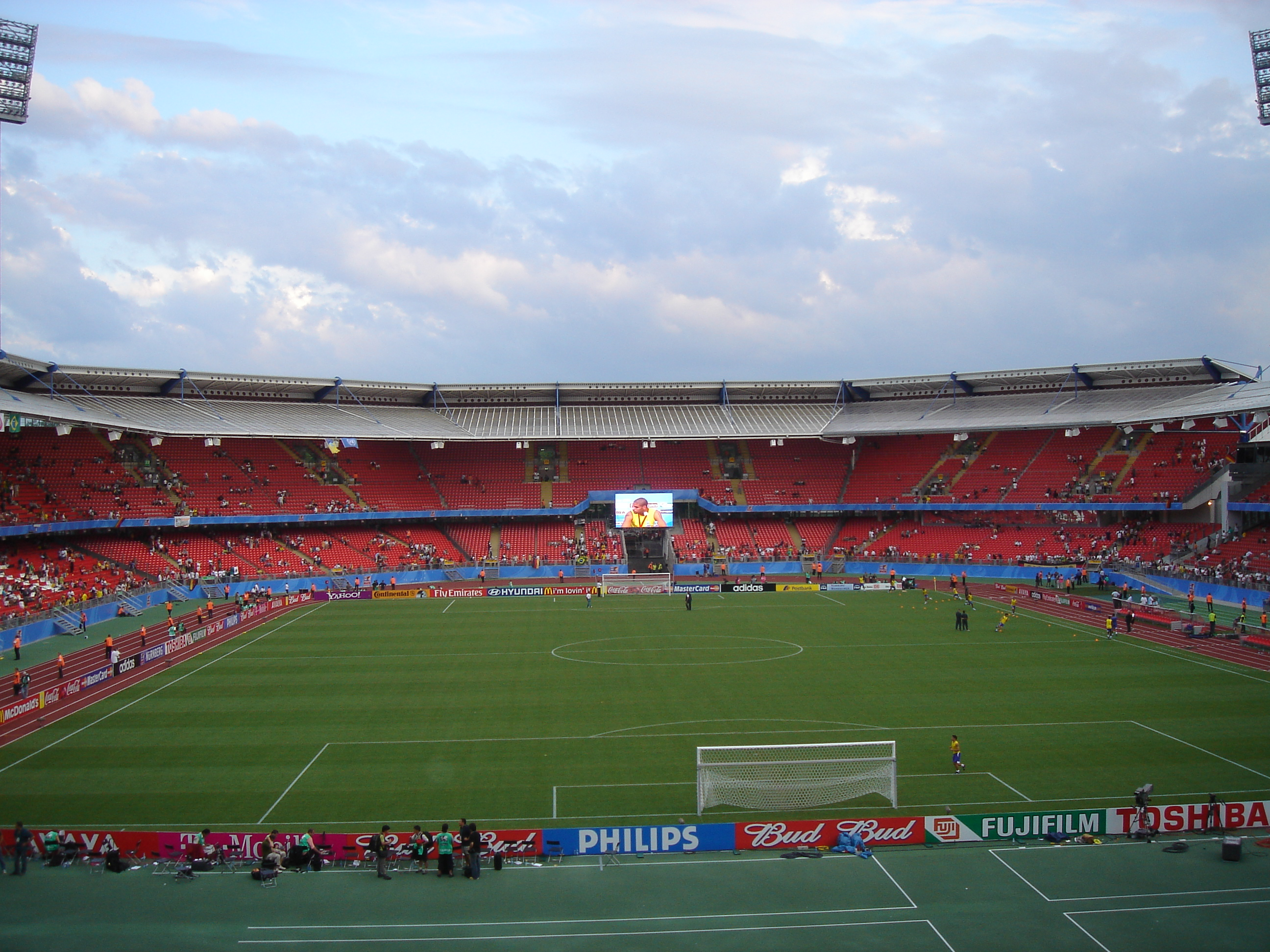
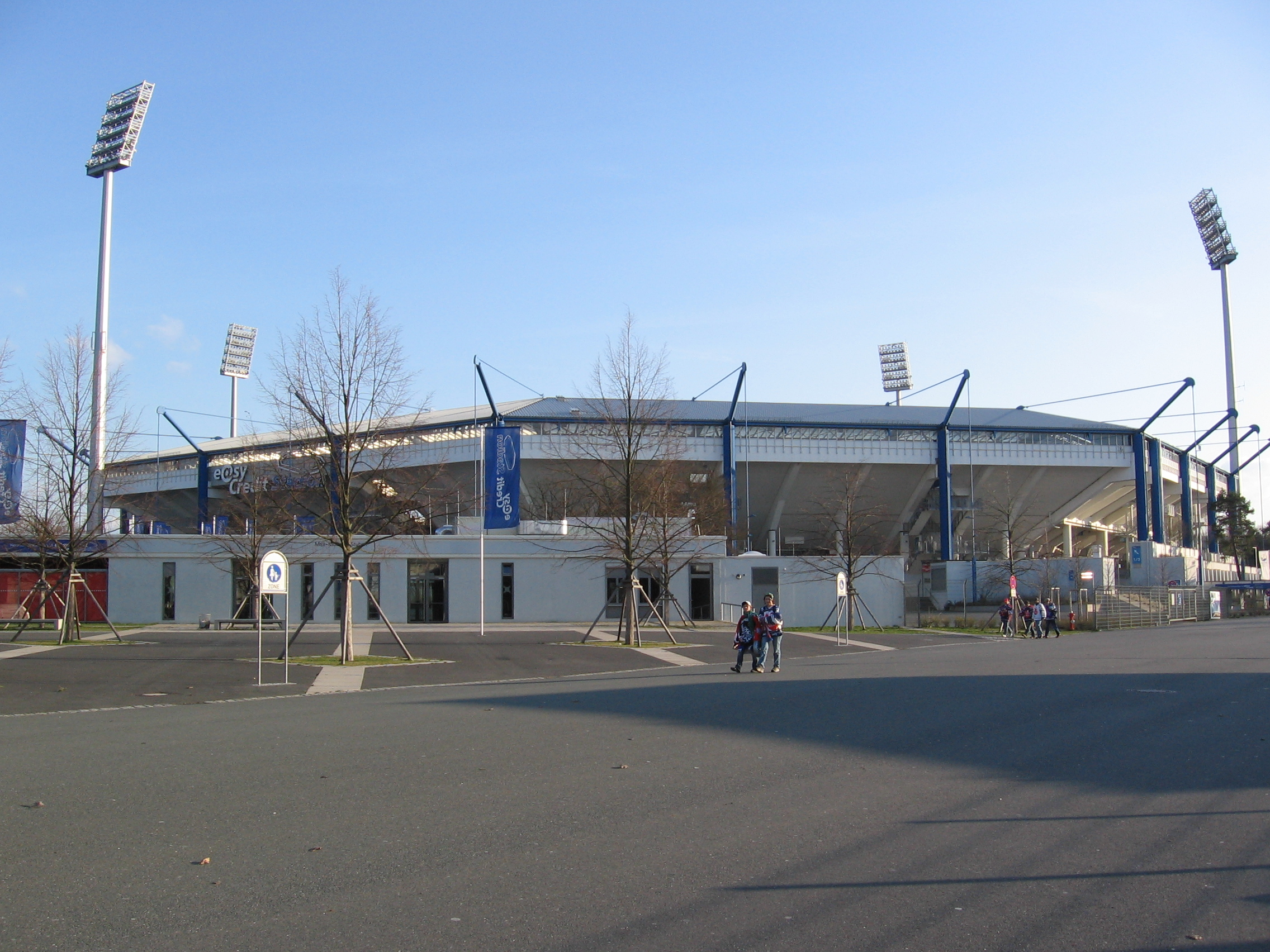
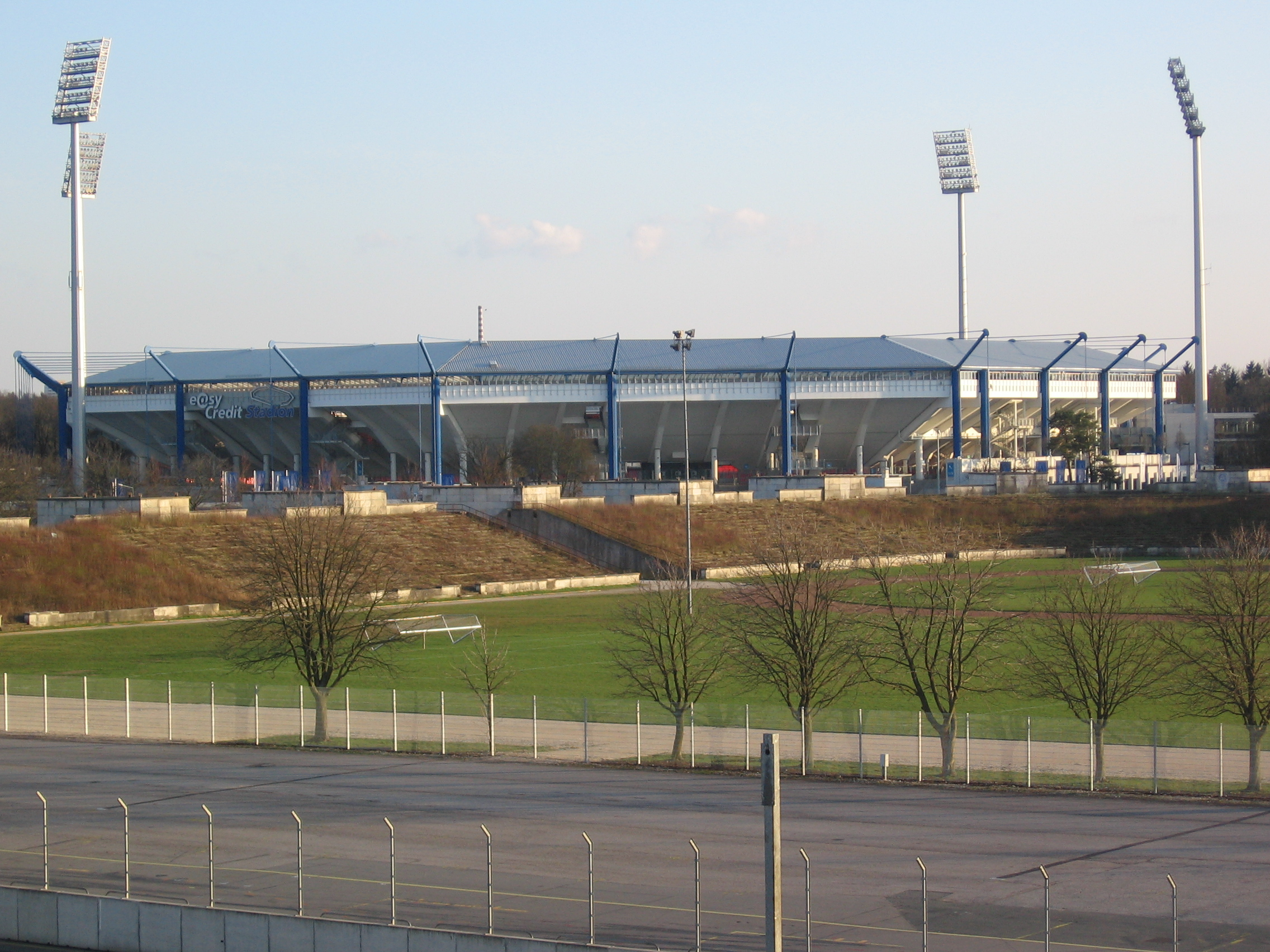
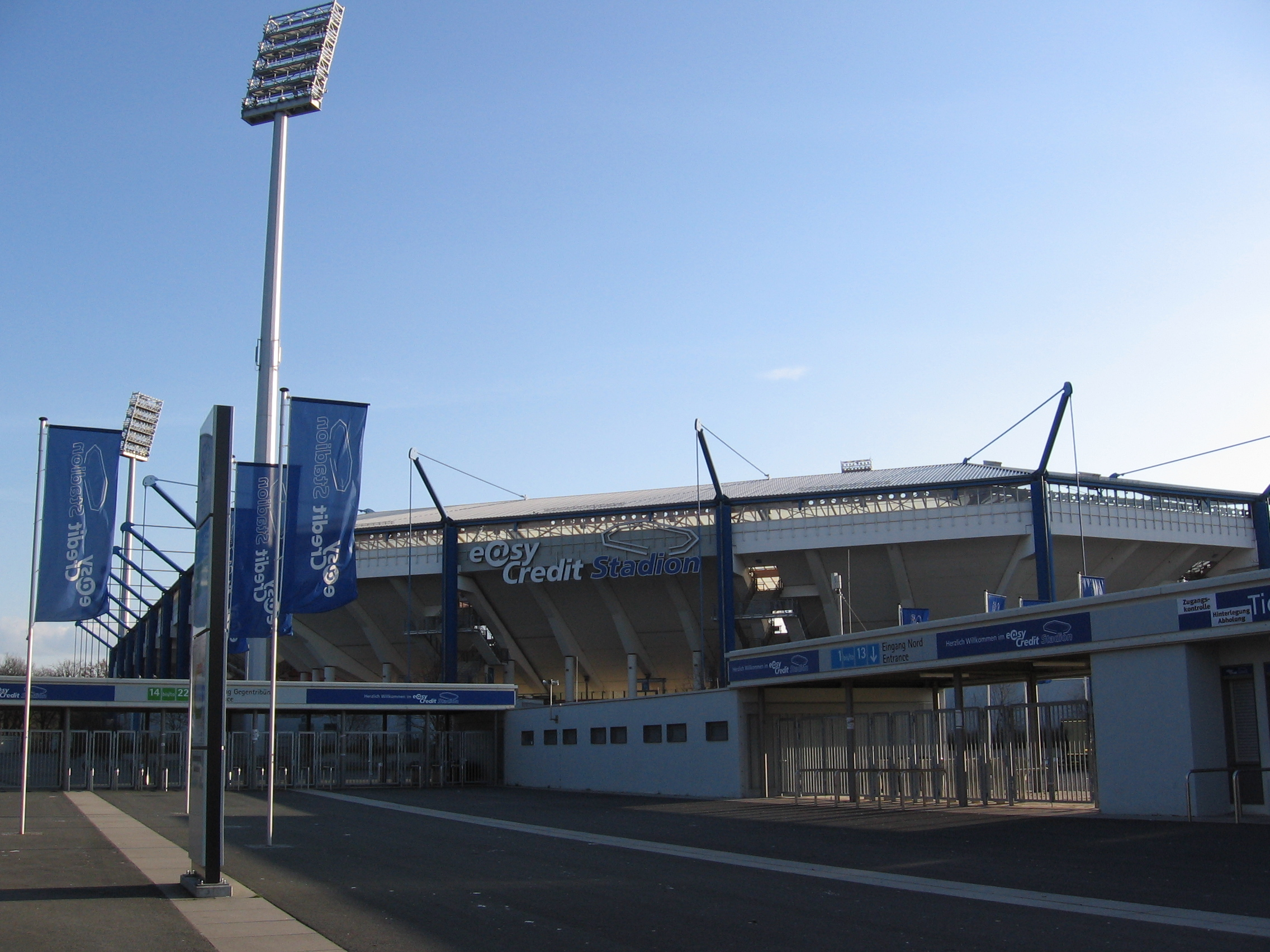
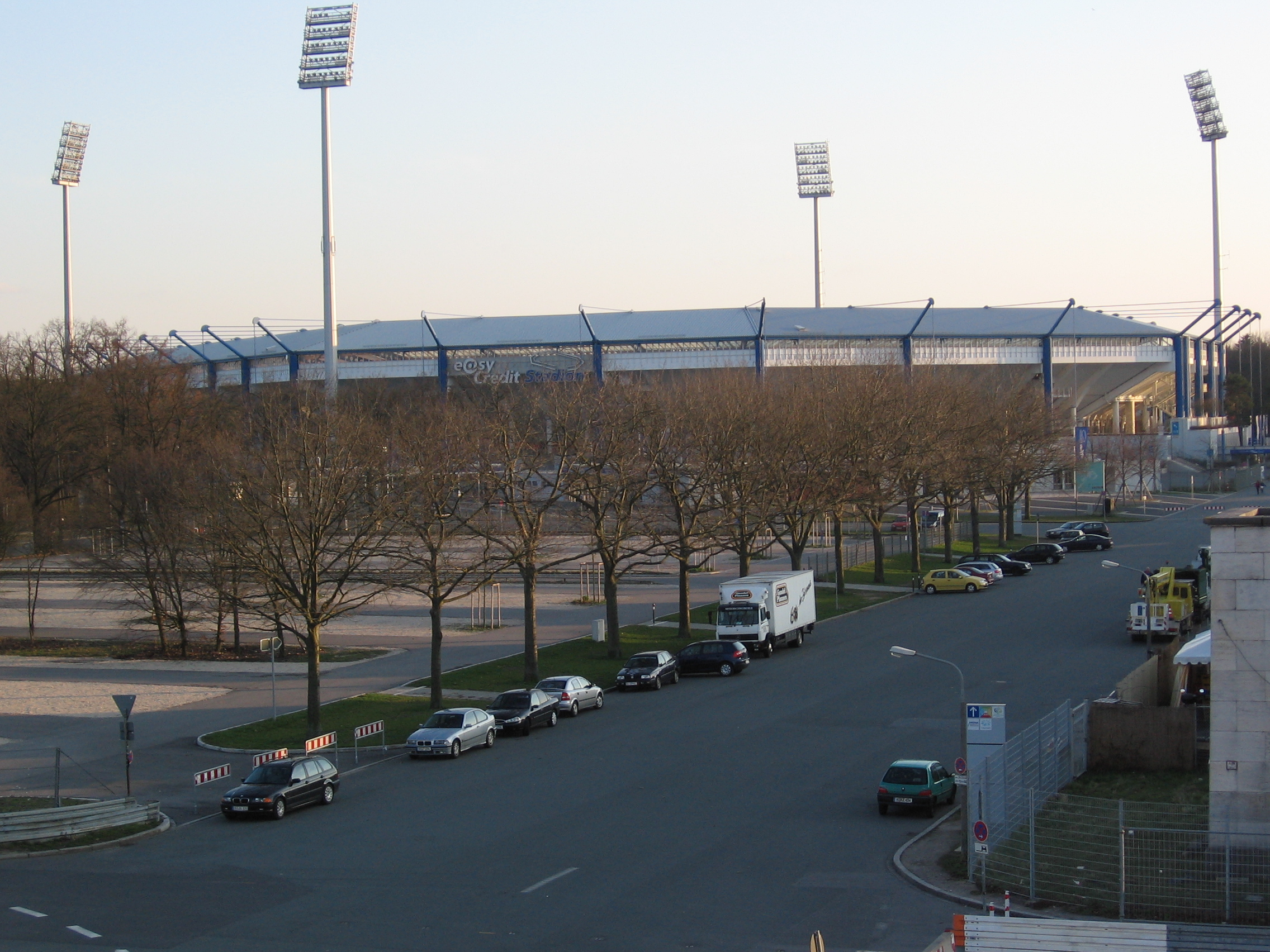